# جیم کریس
جیم کریس (به انگلیسی: Jim Crace) نویسنده اهل بریتانیا است. دو کتاب قرنطینه (۱۹۹۷) و درو (۲۰۱۳) از آثار مشهور او هستند. رمان قرنطینه نامزد جایزه کوستا بوک شده و رمان درو، نامزد جایزه ادبی من بوکر ۲۰۱۳ و برنده جایزه ایمپک ۲۰۱۵ شده‌است.